# パリ高等法院のキリストの磔刑
『パリ高等法院のキリストの磔刑』 （パリこうとうほういんのキリストのたっけい、仏: La Crucifixion du Parlement de Paris、英: The Crucifixion of the Parlement of Paris）は1452年ごろに樫板上に油彩で描かれた絵画で、現存する最古の油彩画の1つである。1904年以来、パリのルーヴル美術館に所蔵されている。パリ高等法院のために委嘱されたこの絵画は、アンドレ・イープルの手になる可能性がある。

## 絵画の歴史
本作は、15世紀半ばにパリ高等法院の大法廷のために制作され、フランス革命までは同法廷に掛けられていた。1799-1808年まで中央博物館 (現在のルーヴル美術館) に移された後、パリ高等裁判所の判事たちは作品を取り戻し、かつて高等法院があったシテ宮殿の大部分を占めることとなったパレ・ド・ジュスティスに掛けた。裁判所から宗教的象徴を除去するという1904年の世俗化措置により、作品はふたたびルーヴル美術館の収集に加わった。
裁判所に磔刑図を掛けることは教会と裁判所の一体化を保証することになり、判事たちに謙虚さ、公明性を喚起することから逸脱するものである。

## 作者
この絵画は、1450年ごろに最大の権力を握った宮廷の高級官吏ドゥルー・ビュデのために描かれたものである。作者は彼の名を借りて、「ドゥルー ・ビュデの画家」と呼ばれるが、最近の仮説によるとアンドレ・イープルであると特定化できる可能性がある。彼はアミアン出身で、1444年からパリに居住し、1450年にモンスで亡くなった。本作は、1450年に完成したのかもしれない。

## 構成
本作は樫板上に油彩で描かれている作品 (縦145センチ、横270センチ、中央の切り妻部分226センチ)  で、多翼祭壇画の形式となっている。歴史上、祭壇に配置されたことはなかったが、3つの区分からなる構造は多翼祭壇画の定型に則っている。それらの定型とは、作品の大きなサイズ、パネルのような部分への分割、場面の個別化、建築的枠組み (刳形、三つ葉型アーチ、絵画の上にある小尖塔) である。

## 図像
この絵画には、キリスト教の図像に関連するいくつか主題が見られる。
- 中央には「磔刑」があり、十字架上のイエス・キリストは3人のマリアと福音書記者聖ヨハネに囲まれている。
- 作品はまた「聖会話」である。というのは、中央の場面は両側の聖人を表すパネル部分により補完されており、彼らの生涯は背後の風景や中世の建築物により表されている。
- 作品は、究極的に「恩寵の玉座（英語版）」と呼ばれる縦型の「三位一体」である。父なる神が中央の場面に君臨し、聖霊のハトに付き添われ、キリストを含む3者が縦型に配置されている。

### 中央場面
中央場面は、十字架を際立たせるために高い位置に描かれている。尖塔のアーチ沿いに彫刻で表された6人の天使が配置されている。アーチの頂点には、今日では失われている小さな彫像があったはずの台座部分がある。アーチの下には、天使たちに囲まれ、後光を背にした父なる神がおり、三位一体の表現の中で聖霊のハトとともに描かれている。
十字架の下には、3人のマリア、すなわち聖母マリア、マグダラのマリア、サロメ (イエスの弟子) と福音書記者聖ヨハネがいる。 

### 両翼パネル
中央場面の両側には、4つの三つ葉型アーチの下に4人の重要な人物が配置されている。
- キリストの右側 (向かって左側) には、洗礼者聖ヨハネとフランス王朝の守護聖人である聖ルイ (ルイ9世) [4]がいる[3][4]。ラクダの毛皮のチュニックを纏った苦行者姿の洗礼者聖ヨハネは、キリストの犠牲の象徴である子羊を指さしている。彼は聖ルイと会話をしているが、それは聖ルイが洗礼者聖ヨハネの頭部の断片を得、近くに見えるサント・シャペルの宝物庫に納めたことに関連している。当時のフランス王シャルル7世の似姿の聖ルイは青色の華やかなマントを羽織っているが、それにはユリの花 (フランス王国の紋章) が描かれている。彼は、右手に王笏を持っている[9]。

- キリストの左側 (向かって右側) には、カール大帝と聖ドニ (パリのディオニュシウス) がいる[3][4]。パリの司教で、3世紀半ばごろに殉教した聖ドニは、「殉教者の山 (モンマルトル) 」で頭部を切断された。彼は両手に自身の頭部を持ち、サン＝ドニにある自身の墓のほうを向いている。彼の背後には男たちの集団がいる。集団の後ろのほうには尖った帽子を被り、赤色と金色のマントを纏った裁判官がおり、前には血に染まった剣を持った死刑執行人がいる。死刑執行人は、聖ドニの2人の仲間を斬首しようとしている。司祭のパリのリュスティック（フランス語版）と助祭のエルテール（フランス語版）である。白い肌着を身に着けている、もう1人の聖ドニの仲間が右側にいる。裁判官の前にいる豪華な衣服を纏った目立つ人物は、おそらく古代ローマ時代のガリア総督フェシェニウス (Fescennius) で、彼はドミティアヌス帝の時代に聖ドニと彼の仲間を逮捕し、処刑した人物である。一方、カール大帝は右手に剣を持ち、左手に水晶岩の宝珠を持っている。彼は1165年に列聖され、彼に対する崇拝はフランス王国で非常に広まった。

画面前景の十字架の下にある散乱した骨は、磔刑と縦型の三位一体の図像に則るアダムのものであろう。

### 背景
背景は、フランドル絵画的な克明な写実主義で描かれている。パリのいくつかの通りが見え、左側には塔のあるセーヌ川沿いのネール (Nesles) の邸宅、当時の王の居住地であったルーヴルの城塞、ブルボン家のパリの居宅 がある。
右側には、かつてパリ高等法院があったシテ宮殿がある。「善良公フィリップ門」という名の宮殿の入り口には、中柱の位置にフィリップ4世の彫像がある。入り口の右側の空白の壁龕には以前、1315年に絞首刑を宣告され、処刑されたアンゲラン・ド・マリニーの小さな彫像があった。
中央の聖ドニの背後には、彼が処刑されたモンマルトルの丘があるが、それはキリストの処刑の場であるゴルゴタの丘を象徴する。

## 様式
絵画の額縁は、ゴシック期のフランボワイヤン様式である。画面上のすべての人物像はフランドル絵画的で、十字架の右下の聖母マリアはロヒール・ファン・デル・ウェイデンが1430年ごろに制作した『十字架降架』 (プラド美術館、マドリード) 中の気絶した聖母マリアを支える女性に類似している。キリストの腰布は、ドイツ美術に触発された可能性がある。常時、磔刑図の中央場面に登場する福音書記者聖ヨハネは、ファン・デル・ウェイデンが制作した『キリストの磔刑』 (エル・エスコリアル修道院) 中の福音書記者聖ヨハネに完全に類似している。
ルーヴルの城塞が見える絵画の左側には川の此岸、彼岸の平行線で距離感を表す風景が見えるが、それはヤン・ファン・エイクが1445年ごろに制作した『宰相ロランの聖母』 (ルーヴル美術館) 中の風景を想起させる。また、本作と『宰相ロランの聖母』には、欄干にもたれ、前かがみになっている男たちがおり、彼らは絵画の鑑賞者を画面に誘っている。
常に絵画の左側に登場する洗礼者聖ヨハネは、1438年にロベルト・カンピンがフランシスコ会修道士ハインリッヒ・ヴェルル (Heinrich Werl) のために1438年に制作した『ウェルル祭壇画』 (プラド美術館) 中でハインリッヒ・ヴェルルを紹介する洗礼者聖ヨハネを想起させる。

## ギャラリー

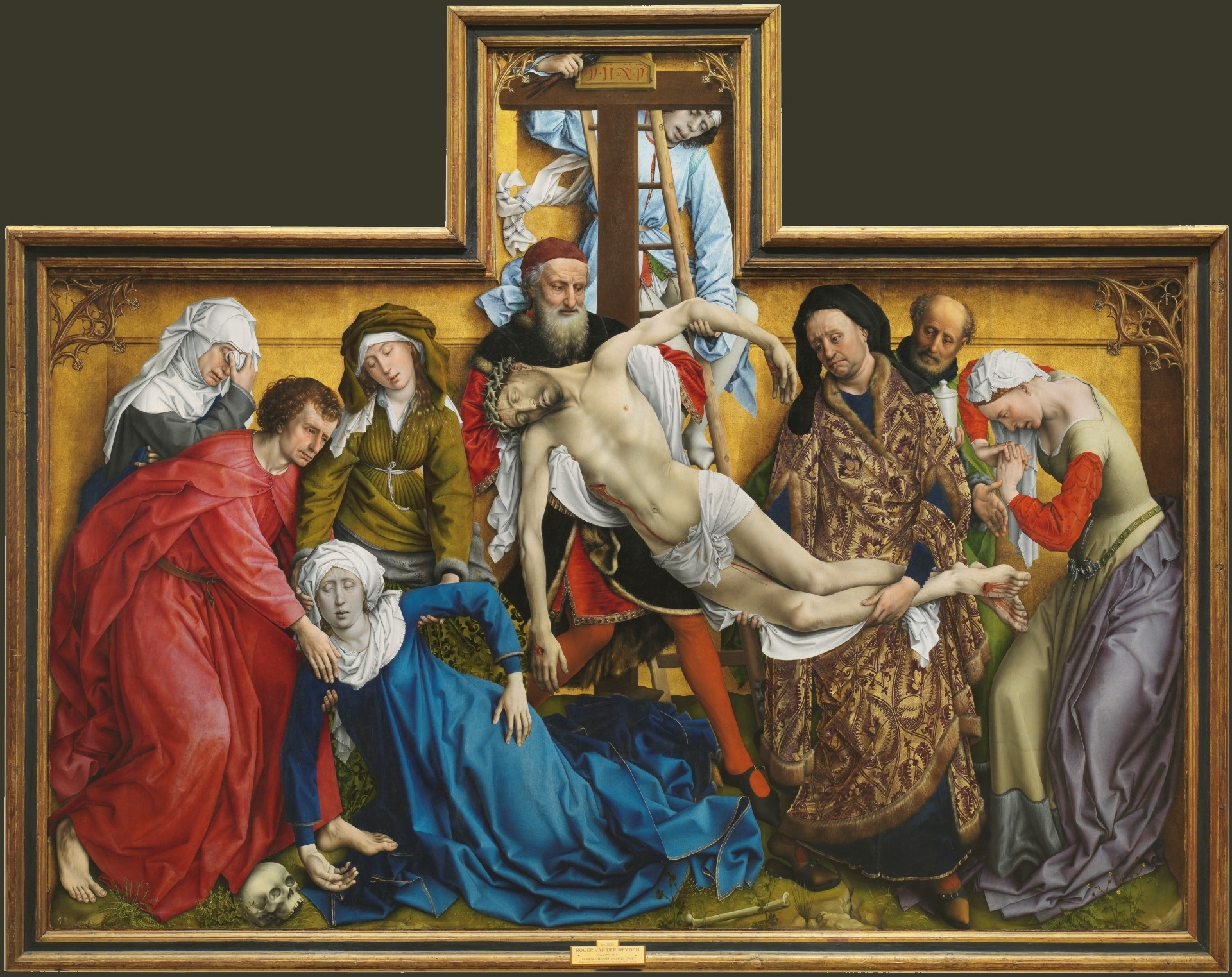
ロヒール・ファン・デル・ウェイデン『十字架降架』、プラド美術館
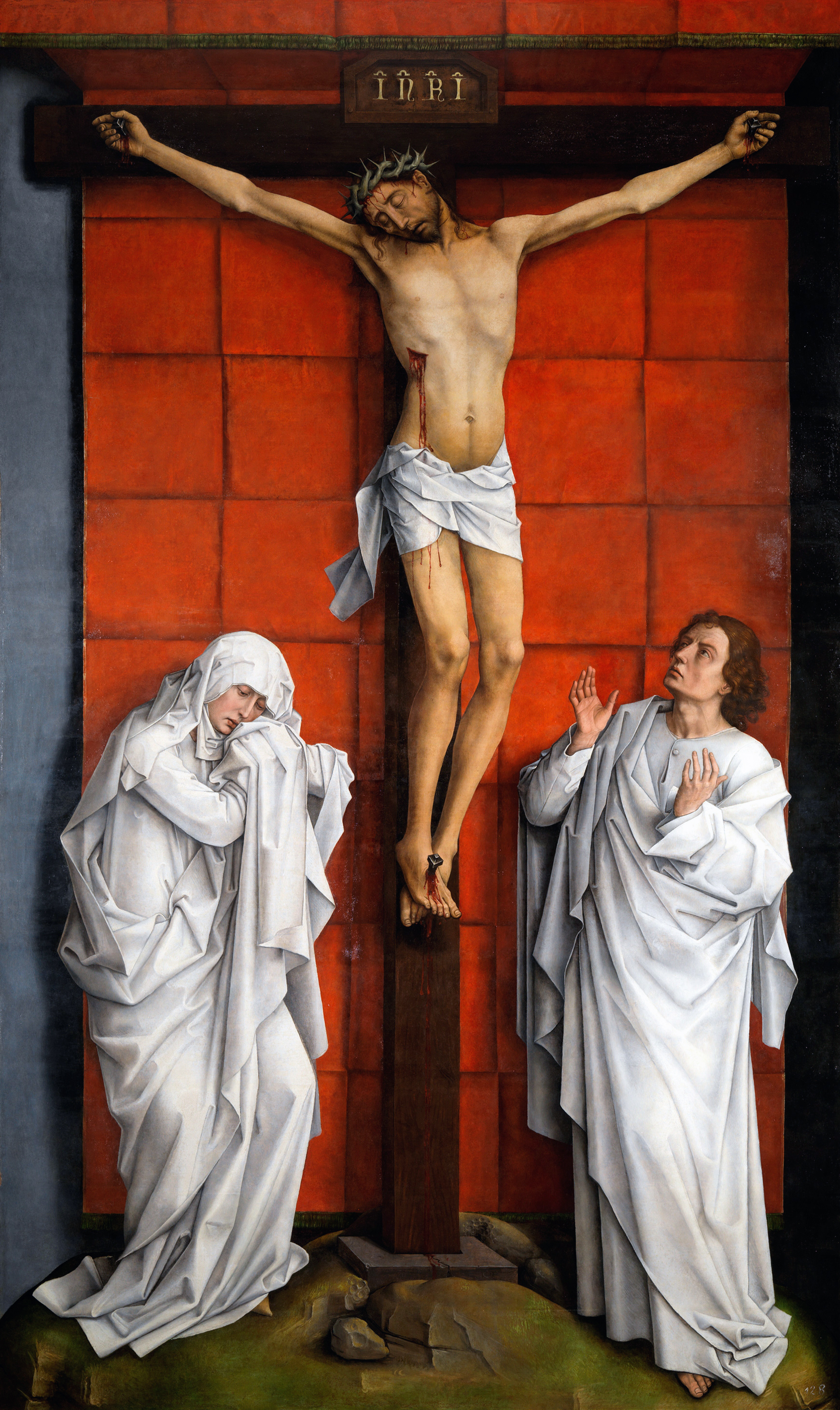
ロヒール・ファン・デル・ウェイデン『キリストの磔刑』、エル・エスコリアル修道院
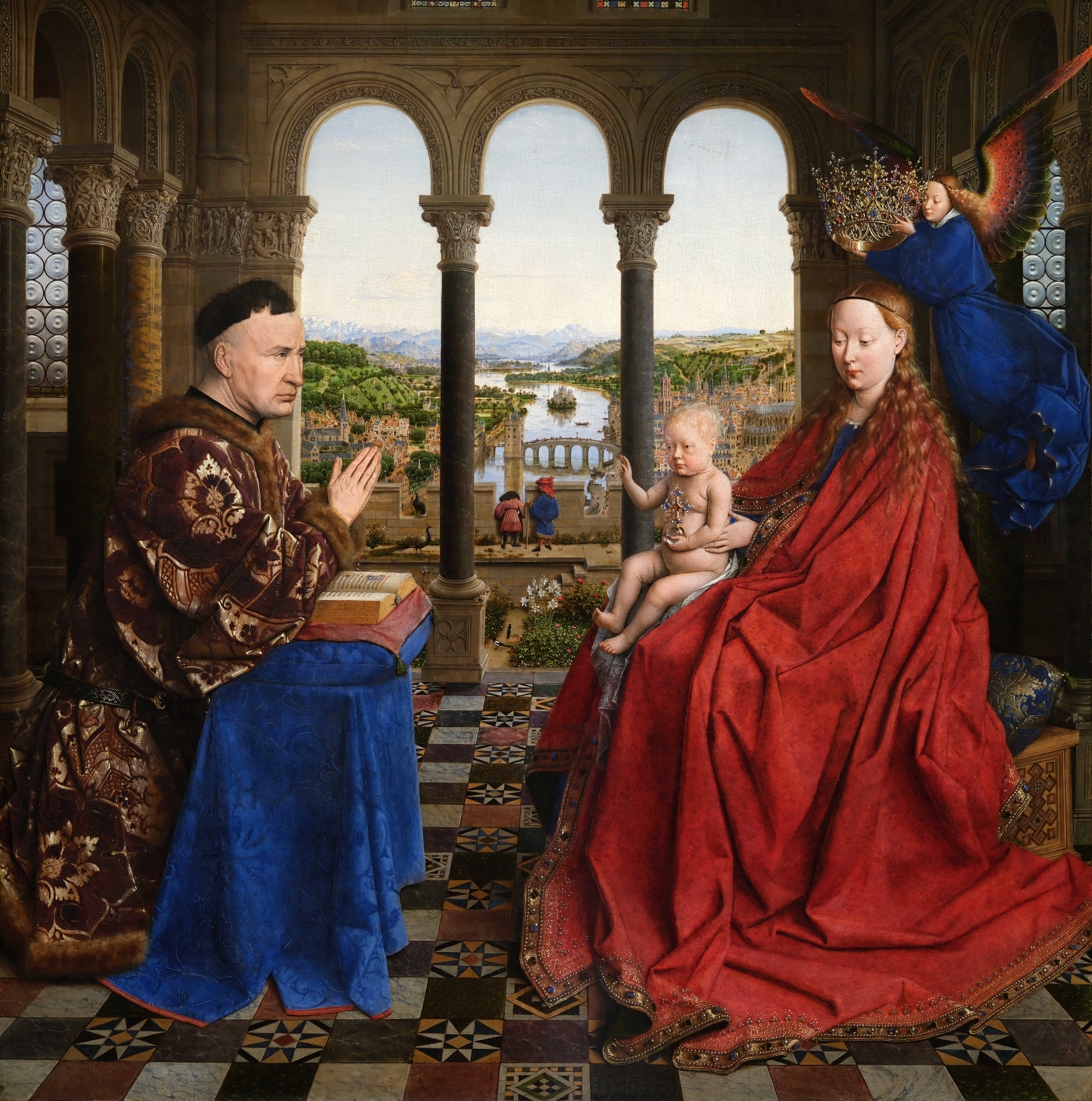
ヤン・ファン・エイク『宰相ロランの聖母』、ルーヴル美術館
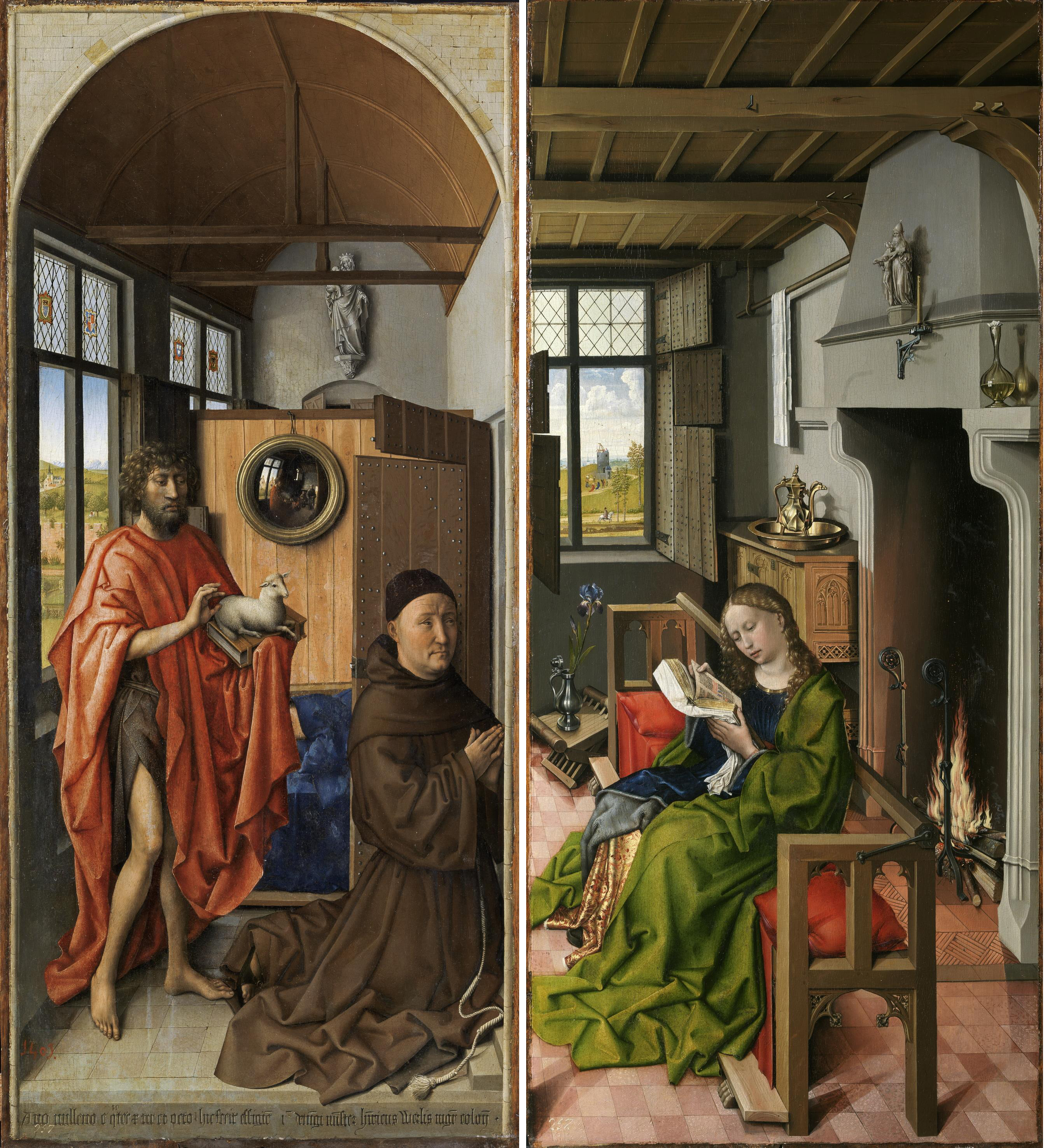
ロベルト・カンピン『ウェルル祭壇画』、プラド美術館